# Saint-Quentin-les-Marais
Saint-Quentin-les-Marais é uma comuna francesa na região administrativa do Grande Leste, no departamento de Marne. Estende-se por uma área de 6.56 km², e possui 134 habitantes, segundo o censo de 2018, com uma densidade de 20 hab/km².